# Lee Hong-chi
Lee Hong-chi (chino: 李鴻其, pinyin: Lǐ Hóngqí), es un actor taiwanés.

## Biografía
Estudió en la Escuela de Artes Hwa Kang (inglés: "Taipei Hwa Kang Arts School") y posteriormente en la Universidad de Cultura China (inglés: "Chinese Culture University").

## Carrera
En el 2018 se unió al elenco de la película Baby donde interpretó a Xiao Jun.
El 12 de diciembre del mismo año apareció como invitado en el programa Happy Camp junto a Dilraba Dilmurat, Karry Wang y Dong Zijian.
En julio del 2019 se unió al elenco recurrente de la serie Go Go Squid! donde dio vida a Mi Shaofei, un jugador de esports y el nuevo mánager del equipo "K&K", así como uno de los mejores amigos de Han Shangyan (Li Xian), hasta el final de la serie el 31 de julio del mismo año.

## Filmografía

### Películas
| Año  | Título                        | Personaje                 | Notas                                                                             |
| ---- | ----------------------------- | ------------------------- | --------------------------------------------------------------------------------- |
| 2020 | Back to the Wharf             | -                         |                                                                                   |
| 2020 | Love You Forever              | Lin Luo                   | junto a Li Yitong                                                                 |
| 2018 | Long Day's Journey Into Night | Bai Mao                   | junto a Huang Jue, Tang Wei, Sylvia Chang, Ming Dow y Chloe Maayan                |
| 2018 | Cities of Last Things         | Zhang Dongling (de joven) | junto a Jack Kao, Hsieh Chang-Ying y Louise Grinberg                              |
| 2018 | Baby                          | Xiao Jun                  | junto a Yang Mi y Guo Jingfei                                                     |
| 2017 | Namiya                        | Qin Lang                  | junto a Jackie Chan, Dilraba Dilmurat, Karry Wang, Dong Zijian, Qin Hao y Hao Lei |
| 2017 | City of Rock                  | Dynamite                  | junto a Dong Chengpeng, Liu Yan, Gulnazar, Zhao Lusi y Han Tongsheng              |
| 2016 | Love After Time               | Oficial de la Armada      | (corto)                                                                           |
| 2015 | Thanatos, Drunk               | Rat                       | junto a Cheng Jen-shuo, Huang Shang-ho, Lu Hsueh-feng y Wang Ching-tingas         |

### Series de televisión
| Año  | Título       | Personaje            | Notas |
| ---- | ------------ | -------------------- | ----- |
| 2019 | Go Go Squid! | Mi Shaofei (Xiao Mi) |       |
| 2017 | 你的味道     | 饰 食客              |       |
| 2013 | Boys Can Fly | Ah Zhong             |       |

### Programas de variedades
| Año        | Programa   | Notas                  |
| ---------- | ---------- | ---------------------- |
| 2017, 2018 | Happy Camp | 2 episodios - invitado |

### Aparición en videos musicales
| Año  | Artista    | Canción         | Notas |
| ---- | ---------- | --------------- | ----- |
| 2015 | Roger Yang | "Slap" (冷耳光) |       |

### Eventos
| Año  | Título                                 | Notas |
| ---- | -------------------------------------- | ----- |
| 2019 | Vogue China - Annual Fashion Film Gala |       |

### Revistas / sesiones fotográficas
| Año  | Título                                      | Notas              |
| ---- | ------------------------------------------- | ------------------ |
| 2019 | Vogue Film - Autumn/Winter 2019             | (versión en línea) |
| 2019 | Vogue China x Balmain S/S 2020 Launch Event |                    |
| 2018 | ELLE China                                  |                    |

## Premios y nominaciones
| Año  | Categoría             | Premio                                    | Trabajo               | Resultado |
| ---- | --------------------- | ----------------------------------------- | --------------------- | --------- |
| 2018 | Best Supporting Actor | 55th Golden Horse Film Festival and Award | Cities of Last Things | Nominado  |
| 2016 | Best Newcomer         | 10th Asian Film Award                     | Thanatos, Drunk       | Nominado  |
| 2015 | Best New Performer    | 52nd Golden Horse Award                   | Thanatos, Drunk       | Ganó      |
| 2015 | Best Leading Actor    | 52nd Golden Horse Award                   | Thanatos, Drunk       | Nominado  |
| 2015 | Best Actor            | 17th Taipei Film Award                    | Thanatos, Drunk       | Ganó      |